# Esbjerg Kemi
Esbjerg Kemi var indtil sommeren 1998 en del af AgroDan A/S. Esbjerg Kemi deponerede fra 1960-1965 også affald fra virksomhedens produktion af sprøjtemidler i Kærgård Klitplantage. Esbjerg Kemi er nu lukket.  
 Der er for få eller ingen kildehenvisninger i denne artikel, hvilket er et problem. Du kan hjælpe ved at angive troværdige kilder til de påstande, som fremføres i artiklen.